# Gotthold Meutzner
Carl Friedrich Gotthold Meutzner, modernisiert Karl Friedrich Gotthold Meutzner, (* 8. April 1809 in Johanngeorgenstadt; † 1887) war ein deutscher Gymnasiallehrer. Bekannt wurde er u. a. durch die Gründung einer Witwen- und Waisenkasse in Plauen und seine Verdienste um das Gymnasium.

## Leben
Gotthold Meutzner stammte aus der Exulanten- und Bergstadt Johanngeorgenstadt im sächsischen Erzgebirge, wo sein Vater kurzzeitig tätig war. Nach der Schulausbildung in seiner Heimatstadt und am Lyzeum in Schneeberg (Erzgebirge) studierte er Philologie an der Universität Leipzig, wo er Mitglied des Philologischen Seminars wurde und an der er am 8. März 1832 die Magisterprüfung ablegte und zum Dr. phil. promovierte. Im Anschluss arbeitete er bis 1833 als Adjunkt für den Schneeberger Kantor Thomas. Im darauffolgenden Jahr übernahm er dessen Amt als Kantor in Schneeberg und wurde 4. Lehrerkollege am dortigen Lyzeum, an dem er bis zu dessen Auflösung blieb. Er war besonders auf griechische Grammatik spezialisiert und veröffentlichte später nicht nur für Schulzwecke mehrere Publikationen darüber.
Im Jahre 1835 wechselte er als 5. Lehrer an das Gymnasium in der vogtländischen Hauptstadt Plauen. 1844 wurde er dort zum 4. Kollegen und 1850 zum 3. Lehrer befördert. Er stieg bis zum Vizedirektor (Ernennung 1854) auf und erhielt nach erfolgter Promotion später den Professoren-Titel. 1881 trat er in den Ruhestand und starb sechs Jahre später.
Er war Mitglied der Griechischen Gesellschaft und des Voigtländischen alterthumsforschenden Vereins.

## Familie
Er war verheiratet mit Amalie Mariane geborene Haas. Die Trauung fand am 21. Juli 1849 statt.

## Veröffentlichungen (Auswahl)
- Ueber Horatii I. 28., in: Jahresbericht über das Gymnasium zu Plauen 1847/48, Plauen 1848.
- Commentatio de Lysiae Oratione Peri Tou Sekou, Leipzig 1860.
- De interpolationis apud Demosthenem obviae vestigiis quibusdam. In: Program des Gymnasiums und der Realschule I. Ordnung zu Plauen i./V. Plauen, Moritz, Wieprecht, 1871.
- Zu Dionysios von Halikarnassos, In: Jahrbücher für Klassische Philologie 125, 1882, S. 249–271.